# Mariental
Pour l’article ayant un titre homophone, voir Marienthal.
 (décembre 2016).
Si vous disposez d'ouvrages ou d'articles de référence ou si vous connaissez des sites web de qualité traitant du thème abordé ici, merci de compléter l'article en donnant les références utiles à sa vérifiabilité et en les liant à la section « Notes et références ».
Mariental est une ville de Namibie de 12 000 habitants et le chef-lieu administratif de la région du Hardap, à dominante nama, situé à 260 km au sud de Windhoek, la capitale, et autant au nord de Keetmanshoop.
La ville fut baptisée au nom de Maria Brandt, l'épouse du premier colon de la région, Herman Brandt.
La région de Mariental est touristique avec ses fermes d'autruches et le barrage de Hardap. Construit en 1962, long de 862 m, drainant les eaux de la rivière Fish, ce barrage a permis d'irriguer les terres de cette région peu pluvieuse et de développer la culture de melons, de vignes, de luzerne et de maïs. Il est incorporé à un vaste parc de loisirs autour d'un lac artificiel jouxté d'une réserve animalière.
Le petit village nama de Gibeon, à 65 km au sud de Mariental abrite l'ancienne résidence du chef Hendrik Witbooi, lequel avait dirigé la rébellion héréro en 1904 contre les troupes allemandes.

## Personnalités nées à Mariental
- Anita Steyn (1955-), artiste.